# Hanna Skydan
Hanna Skydan, née le 14 mai 1992 à Krasnyï Loutch en Ukraine, est une athlète ukrainienne, naturalisée azérie, spécialiste du lancer de marteau.

## Carrière
Le 14 juin 2012, elle lance le marteau à 74,21 m, record personnel en tant qu'Ukrainienne, à Yalta.
Le 7 juin 2016, Skydan bat le record d'Azerbaïdjan lors du Meeting de Montreuil avec un jet à 73,87 m pour se classer 2e du concours derrière la recordwoman du monde Anita Włodarczyk (76,61 m).
Elle se classe 7e des championnats du monde 2019 avec 72,83 m.

## Palmarès
| Date | Compétition                       | Lieu      | Résultat | Marque  |
| ---- | --------------------------------- | --------- | -------- | ------- |
| 2015 | Jeux européens                    | Bakou     | 2e       | 68,32 m |
| 2015 | Universiade                       | Gwangju   | 1re      | 70,47 m |
| 2016 | Championnats d'Europe             | Amsterdam | 3e       | 73,83 m |
| 2017 | Jeux de la solidarité islamique   | Bakou     | 1re      | 75,29 m |
| 2017 | Championnats du monde             | Londres   | 5e       | 73,38 m |
| 2018 | Championnats d'Europe             | Berlin    | 5e       | 72,10 m |
| 2019 | Championnats d'Europe par équipes | Skopje    | 2e       | 69,19 m |
| 2019 | Championnats du monde             | Doha      | 7e       | 72,83 m |
| 2021 | Coupe d'Europe des lancers        | Split     | 7e       | 68,81 m |
| 2022 | Championnats du monde             | Eugene    | 11e      | 69,01 m |
| 2022 | Championnats d'Europe             | Munich    | 4e       | 70,88 m |
| 2022 | Jeux de la solidarité islamique   | Konya     | 1re      | 70,23 m |
| 2023 | Championnats du monde             | Budapest  | 4e       | 74,18 m |
| 2024 | Jeux olympiques                   | Paris     | 7e       | 73,66 m |

## Records
| Épreuve           | Épreuve   | Temps        | Lieu     | Date         |
| ----------------- | --------- | ------------ | -------- | ------------ |
| Lancer du marteau | Plein air | 77,10 m (NR) | Budapest | 23 août 2023 |